# 6756 Williamfeldman
6756 Williamfeldman è un asteroide della fascia principale. Scoperto nel 1978, presenta un'orbita caratterizzata da un semiasse maggiore pari a 2,6820001 au e da un'eccentricità di 0,1810148, inclinata di 3,64583° rispetto all'eclittica.